# Klolånke
Klolånke (Callitriche hamulata) är en späd ettårig ört bland grobladsväxterna som liksom övriga lånkar vanligen lever nedsänkt i vatten.
Arten förekommer i västra och norra Europa, med enstaka fynd från Grönland. I Sverige förekommer växten sällsynt från Skåne till Torne lappmark, mestadels i näringsfattigt rinnande sötvatten.